# Bonkers (videojuego para Super Nintendo)
Bonkers es un videojuego de plataformas publicado por Capcom para Super Nintendo en octubre de 1994, en Estados Unidos, y en enero de 1995, en Japón. Se basa en la serie de dibujos animados homónima.
- Datos: Q16382836